# Alchemilla caucasica
Alchemilla caucasica är en rosväxtart som beskrevs av Robert Buser. Alchemilla caucasica ingår i släktet daggkåpor, och familjen rosväxter. Inga underarter finns listade i Catalogue of Life.